# Vízilabda az 1992. évi nyári olimpiai játékokon
Az 1992. évi nyári olimpiai játékokon a vízilabdatorna az újkori olimpiák történetében huszonegyedszer került a hivatalos programba. Csak férfi tornát rendeztek, amelyet augusztus 1. és 9. között játszottak. A tornán 12 nemzet csapata vett részt. A címvédő a jugoszláv válogatott volt. A tornát az olasz válogatott nyerte. A magyar csapat a hatodik helyen végzett.

## Éremtáblázat
(A rendező nemzet csapata eltérő háttérszínnel, az egyes számoszlopok legmagasabb értéke, vagy értékei vastagítással kiemelve.)
| Az 1992. évi nyári olimpiai játékok éremtáblázata vízilabdában | Az 1992. évi nyári olimpiai játékok éremtáblázata vízilabdában | Az 1992. évi nyári olimpiai játékok éremtáblázata vízilabdában | Az 1992. évi nyári olimpiai játékok éremtáblázata vízilabdában | Az 1992. évi nyári olimpiai játékok éremtáblázata vízilabdában | Olimpia  |
| -------------------------------------------------------------- | -------------------------------------------------------------- | -------------------------------------------------------------- | -------------------------------------------------------------- | -------------------------------------------------------------- | -------- |
|                                                                | Ország                                                         | Arany                                                          | Ezüst                                                          | Bronz                                                          | Összesen |
| 1.                                                             | Olaszország (ITA)                                              | 1                                                              | 0                                                              | 0                                                              | 1        |
|                                                                |                                                                |                                                                |                                                                |                                                                |          |
| 2.                                                             | Spanyolország (ESP)                                            | 0                                                              | 1                                                              | 0                                                              | 1        |
|                                                                |                                                                |                                                                |                                                                |                                                                |          |
| 3.                                                             | Egyesített Csapat (EUN)                                        | 0                                                              | 0                                                              | 1                                                              | 1        |
|                                                                |                                                                |                                                                |                                                                |                                                                |          |
| Összesen                                                       | Összesen                                                       | 1                                                              | 1                                                              | 1                                                              | 3        |

## Érmesek
| Az 1992. évi nyári olimpiai játékok érmesei vízilabdában | Az 1992. évi nyári olimpiai játékok érmesei vízilabdában | Az 1992. évi nyári olimpiai játékok érmesei vízilabdában | Az 1992. évi nyári olimpiai játékok érmesei vízilabdában |
| --- | --- | --- | -------------------------------------------------------- |
| Arany | Ezüst | Bronz |                                                          |
| Olaszország (ITA) | Spanyolország (ESP) | Egyesített Csapat (EUN) |                                                          |
| Francesco Attolico Alessandro Bovo Alessandro Campagna Paolo Caldarella Massimiliano Ferretti Giuseppe Porzio Marco D'Altrui Mario Fiorillo Ferdinando Gandolfi Amedeo Pomilio Francesco Porzio Carlo Silipo Gianni Averaimo | Daniel Ballart Jesús Miguel Rollán Jordi Sans Josep Picó Manuel Estiarte Manuel Silvestre Marco Antonio González Miguel Ángel Oca Pedro García Ricardo Sánchez Rubén Michavila Salvador Gómez Sergi Pedrerol | Szergej Naumov Alekszandr Ogorodnyikov Alexander Tchigir Dmitrij Apanaszenko Andrej Belofasztov Jevgenyij Saranov Dmitrij Gorskov Vlagyimir Karabutov Alekszandr Kolotov Andriy Kovalenko Nyikolaj Kozlov Szergej Markocs Alekszej Vdovin |                                                          |

## Lebonyolítás
A csapatokat 2 darab 6 csapatból álló csoportba sorsolták. A csoporton belül körmérkőzések döntötték el a csoportok végeredményét. A csoportmérkőzések után az első két helyezett jutott az elődöntőbe. Az elődöntő győztesei játszottak a döntőben, a két vesztes a bronzéremért mérkőzött. A csoportok 3. és 4. helyezettjei egy újabb csoportkörben mérkőztek az 5–8. helyért. Ehhez hasonlóan a csoportok 5. és 6. helyezettjei is egy újabb csoportkörben döntötték el a 9.–12. helyezéseket. A helyosztó csoportokba a csapatok a csoportkör során játszott egymás elleni eredményeiket magukkal vitték.

## Csoportkör
| Színmagyarázat                                                            |
| ------------------------------------------------------------------------- |
| A csoportok első két helyezettje bejutott a negyeddöntőbe.                |
| A csoportok harmadik és negyedik helyezettje az 5–8. helyért játszhattak. |
| A csoportok ötödik és hatodik helyezettjei a 9–12. helyért játszhattak.   |

### A csoport
| Csapat                  | M | Gy | D | V | G+ | G– | Gk  | P  |
| ----------------------- | - | -- | - | - | -- | -- | --- | -- |
| Egyesített Csapat (EUN) | 5 | 5  | 0 | 0 | 50 | 32 | +18 | 10 |
| Egyesült Államok (USA)  | 5 | 4  | 0 | 1 | 40 | 24 | +16 | 8  |
| Ausztrália (AUS)        | 5 | 2  | 1 | 2 | 44 | 41 | +3  | 5  |
| Németország (GER)       | 5 | 1  | 2 | 2 | 38 | 41 | –3  | 4  |
| Franciaország (FRA)     | 5 | 1  | 1 | 3 | 38 | 42 | –4  | 3  |
| Csehszlovákia (TCH)     | 5 | 0  | 0 | 5 | 33 | 63 | –30 | 0  |

| 1992. augusztus 1. 09:30 | Egyesített Csapat (EUN) | 10–6 | Csehszlovákia (TCH) | Játékvezetők: Manuel Benitez (PUR), Riza Haluk Toygarli (TUR) |
| 1992. augusztus 1. 09:30 | (2–1, 1–1, 4–3, 3–1)    |      |                     | Játékvezetők: Manuel Benitez (PUR), Riza Haluk Toygarli (TUR) |
| 1992. augusztus 1. 09:30 | Apanaszenko 4           |      | Polačik 3           | Játékvezetők: Manuel Benitez (PUR), Riza Haluk Toygarli (TUR) |

| 1992. augusztus 1. 10:45 | Ausztrália (AUS)     | 4–8 | Egyesült Államok (USA) | Játékvezetők: Eugenio Asencio (ESP), Alfred van Dorp (NED) |
| 1992. augusztus 1. 10:45 | (1–1, 1–2, 1–3, 1–2) |     |                        | Játékvezetők: Eugenio Asencio (ESP), Alfred van Dorp (NED) |
| 1992. augusztus 1. 10:45 | Clark 3              |     | Kimbell, Klass 2       | Játékvezetők: Eugenio Asencio (ESP), Alfred van Dorp (NED) |

| 1992. augusztus 1. 16:30 | Németország (GER)    | 7–7 | Franciaország (FRA) | Játékvezetők: Vuszek Antal (HUN), Eugenio Martinez (CUB) |
| 1992. augusztus 1. 16:30 | (2–2, 2–2, 3–2, 0–1) |     |                     | Játékvezetők: Vuszek Antal (HUN), Eugenio Martinez (CUB) |
| 1992. augusztus 1. 16:30 | Peña 3               |     | Jeleff 3            | Játékvezetők: Vuszek Antal (HUN), Eugenio Martinez (CUB) |

| 1992. augusztus 2. 09:30 | Csehszlovákia (TCH)  | 3–9 | Egyesült Államok (USA) | Játékvezetők: Luis Cilloro Zea (ESP), Masaoka Masaru (JPN) |
| 1992. augusztus 2. 09:30 | (2–2, 0–2, 0–3, 1–2) |     |                        | Játékvezetők: Luis Cilloro Zea (ESP), Masaoka Masaru (JPN) |
| 1992. augusztus 2. 09:30 | három játékos 1      |     | Evans 2                | Játékvezetők: Luis Cilloro Zea (ESP), Masaoka Masaru (JPN) |

| 1992. augusztus 2. 12:00 | Franciaország (FRA)  | 5–9 | Ausztrália (AUS) | Játékvezetők: Alfred van Dorp (NED), Manuel Benitez (PUR) |
| 1992. augusztus 2. 12:00 | (1–2, 0–2, 2–2, 2–3) |     |                  | Játékvezetők: Alfred van Dorp (NED), Manuel Benitez (PUR) |
| 1992. augusztus 2. 12:00 | Jeleff 2             |     | Mayers, Clark 2  | Játékvezetők: Alfred van Dorp (NED), Manuel Benitez (PUR) |

| 1992. augusztus 2. 19:45 | Egyesített Csapat (EUN) | 11–7 | Németország (GER) | Játékvezetők: Franco Picchetto (ITA), Wim Keman (AHO) |
| 1992. augusztus 2. 19:45 | (4–3, 3–2, 2–0, 2–2)    |      |                   | Játékvezetők: Franco Picchetto (ITA), Wim Keman (AHO) |
| 1992. augusztus 2. 19:45 | Apanaszenko 3           |      | Peña, Reimann 2   | Játékvezetők: Franco Picchetto (ITA), Wim Keman (AHO) |

| 1992. augusztus 3. 09:30 | Egyesült Államok (USA) | 11–7 | Franciaország (FRA) | Játékvezetők: Franco Picchetto (ITA), Lionel Kong-Chung Liew (SIN) |
| 1992. augusztus 3. 09:30 | (2–0, 3–3, 3–1, 3–3)   |      |                     | Játékvezetők: Franco Picchetto (ITA), Lionel Kong-Chung Liew (SIN) |
| 1992. augusztus 3. 09:30 | Humbert 3              |      | Garsau 3            | Játékvezetők: Franco Picchetto (ITA), Lionel Kong-Chung Liew (SIN) |

| 1992. augusztus 3. 12:00 | Németország (GER)    | 15–9 | Csehszlovákia (TCH) | Játékvezetők: Luis Cillero Zea (ESP), Radu Timoc (ROM) |
| 1992. augusztus 3. 12:00 | (2–2, 4–1, 6–3, 3–3) |      |                     | Játékvezetők: Luis Cillero Zea (ESP), Radu Timoc (ROM) |
| 1992. augusztus 3. 12:00 | Stamm 4              |      | három játékos 2     | Játékvezetők: Luis Cillero Zea (ESP), Radu Timoc (ROM) |

| 1992. augusztus 3. 19:45 | Ausztrália (AUS)     | 9–12 | Egyesített Csapat (EUN) | Játékvezetők: Eugenio Asencio (ESP), Alfred van Dorp (NED) |
| 1992. augusztus 3. 19:45 | (2–3, 3–4, 2–1, 2–4) |      |                         | Játékvezetők: Eugenio Asencio (ESP), Alfred van Dorp (NED) |
| 1992. augusztus 3. 19:45 | három játékos 2      |      | Apanaszenko 5           | Játékvezetők: Eugenio Asencio (ESP), Alfred van Dorp (NED) |

| 1992. augusztus 5. 09:30 | Csehszlovákia (TCH)  | 6–14 | Franciaország (FRA) | Játékvezetők: David Bathurst (GBR), Nikolaj Lalov (BUL) |
| 1992. augusztus 5. 09:30 | (1–4, 1–5, 2–2, 2–3) |      |                     | Játékvezetők: David Bathurst (GBR), Nikolaj Lalov (BUL) |
| 1992. augusztus 5. 09:30 | hat játékos 1        |      | Garsau 4            | Játékvezetők: David Bathurst (GBR), Nikolaj Lalov (BUL) |

| 1992. augusztus 5. 12:00 | Egyesített Csapat (EUN) | 8–5 | Egyesült Államok (USA) | Játékvezetők: Eugenio Asencio (ESP), Eugenio Martinez (CUB) |
| 1992. augusztus 5. 12:00 | (0–2, 3–2, 2–0, 3–1)    |     |                        | Játékvezetők: Eugenio Asencio (ESP), Eugenio Martinez (CUB) |
| 1992. augusztus 5. 12:00 | Apanaszenko 2           |     | Humbert 2              | Játékvezetők: Eugenio Asencio (ESP), Eugenio Martinez (CUB) |

| 1992. augusztus 5. 17:30 | Németország (GER)    | 7–7 | Ausztrália (AUS) | Játékvezetők: Vuszek Antal (HUN), Manuel Benitez (PUR) |
| 1992. augusztus 5. 17:30 | (1–2, 3–2, 1–0, 2–3) |     |                  | Játékvezetők: Vuszek Antal (HUN), Manuel Benitez (PUR) |
| 1992. augusztus 5. 17:30 | J.Dresel, Reimann 2  |     | Clark, Wybrow 2  | Játékvezetők: Vuszek Antal (HUN), Manuel Benitez (PUR) |

| 1992. augusztus 6. 09:30 | Ausztrália (AUS)     | 15–9 | Csehszlovákia (TCH) | Játékvezetők: Eugenio Asencio (ESP), Lionel Kong-Chung Liew (SIN) |
| 1992. augusztus 6. 09:30 | (5–2, 2–2, 3–1, 5–4) |      |                     | Játékvezetők: Eugenio Asencio (ESP), Lionel Kong-Chung Liew (SIN) |
| 1992. augusztus 6. 09:30 | Wybrow 5             |      | Horňák 3            | Játékvezetők: Eugenio Asencio (ESP), Lionel Kong-Chung Liew (SIN) |

| 1992. augusztus 6. 12:00 | Egyesült Államok (USA) | 7–2 | Németország (GER) | Játékvezetők: Alfred van Dorp (NED), Wim Keman (AHO) |
| 1992. augusztus 6. 12:00 | (1–0, 2–0, 3–2, 1–0)   |     |                   | Játékvezetők: Alfred van Dorp (NED), Wim Keman (AHO) |
| 1992. augusztus 6. 12:00 | Fischer, Rousseau 2    |     | Stamm, Reibe 1    | Játékvezetők: Alfred van Dorp (NED), Wim Keman (AHO) |

| 1992. augusztus 6. 18:45 | Egyesített Csapat (EUN) | 9–5 | Franciaország (FRA) | Játékvezetők: Franco Picchetto (ITA), Decio Patelli (BRA) |
| 1992. augusztus 6. 18:45 | (3–2, 1–0, 2–1, 3–2)    |     |                     | Játékvezetők: Franco Picchetto (ITA), Decio Patelli (BRA) |
| 1992. augusztus 6. 18:45 | Apanaszenko 3           |     | öt játékos 1        | Játékvezetők: Franco Picchetto (ITA), Decio Patelli (BRA) |

### B csoport
| Csapat              | M | Gy | D | V | G+ | G– | Gk  | P |
| ------------------- | - | -- | - | - | -- | -- | --- | - |
| Spanyolország (ESP) | 5 | 4  | 1 | 0 | 52 | 36 | +16 | 9 |
| Olaszország (ITA)   | 5 | 3  | 2 | 0 | 41 | 34 | +7  | 8 |
| Magyarország (HUN)  | 5 | 2  | 2 | 1 | 49 | 46 | +3  | 6 |
| Kuba (CUB)          | 5 | 2  | 0 | 3 | 50 | 53 | –3  | 4 |
| Hollandia (NED)     | 5 | 0  | 2 | 3 | 36 | 46 | –10 | 2 |
| Görögország (GRE)   | 5 | 0  | 1 | 4 | 32 | 45 | –13 | 1 |

| 1992. augusztus 1. 12:00 | Magyarország (HUN)   | 7–7 | Olaszország (ITA) | Játékvezetők: Bret Beecher Bernard (USA), Miroslav Radenovic (YUG) |
| 1992. augusztus 1. 12:00 | (1–2, 2–1, 2–2, 2–2) |     |                   | Játékvezetők: Bret Beecher Bernard (USA), Miroslav Radenovic (YUG) |
| 1992. augusztus 1. 12:00 | Benedek 3            |     | Gandolfi 3        | Játékvezetők: Bret Beecher Bernard (USA), Miroslav Radenovic (YUG) |

| 1992. augusztus 1. 19:45 | Görögország (GRE)    | 9–10 | Kuba (CUB) | Játékvezetők: David Bathurst (GBR), John Dwyer Whitehouse (AUS) |
| 1992. augusztus 1. 19:45 | (2–4, 3–0, 3–3, 1–3) |      |            | Játékvezetők: David Bathurst (GBR), John Dwyer Whitehouse (AUS) |
| 1992. augusztus 1. 19:45 | Szeletópulosz 3      |      | Pérez 5    | Játékvezetők: David Bathurst (GBR), John Dwyer Whitehouse (AUS) |

| 1992. augusztus 1. 21:00 | Spanyolország (ESP)  | 12–6 | Hollandia (NED) | Játékvezetők: Juergen Blan (GER), Vladimir Prikhodko (RUS) |
| 1992. augusztus 1. 21:00 | (5–3, 3–2, 1–1, 3–0) |      |                 | Játékvezetők: Juergen Blan (GER), Vladimir Prikhodko (RUS) |
| 1992. augusztus 1. 21:00 | Estiarte, García 4   |      | Scherrenburg 2  | Játékvezetők: Juergen Blan (GER), Vladimir Prikhodko (RUS) |

| 1992. augusztus 2. 10:45 | Hollandia (NED)      | 4–6 | Olaszország (ITA)     | Játékvezetők: Miroslav Radenovic (YUG), Haluk Toygarli (TUR) |
| 1992. augusztus 2. 10:45 | (0–2, 2–1, 0–1, 2–2) |     |                       | Játékvezetők: Miroslav Radenovic (YUG), Haluk Toygarli (TUR) |
| 1992. augusztus 2. 10:45 | négy játékos 1       |     | F. Porzio, Ferretti 2 | Játékvezetők: Miroslav Radenovic (YUG), Haluk Toygarli (TUR) |

| 1992. augusztus 2. 18:30 | Kuba (CUB)           | 11–12 | Magyarország (HUN) | Játékvezetők: Bret Beecher Bernard (USA), Eduard Prelovsky (TCH) |
| 1992. augusztus 2. 18:30 | (3–4, 3–3, 4–4, 1–1) |       |                    | Játékvezetők: Bret Beecher Bernard (USA), Eduard Prelovsky (TCH) |
| 1992. augusztus 2. 18:30 | Barreras 4           |       | Benedek 4          | Játékvezetők: Bret Beecher Bernard (USA), Eduard Prelovsky (TCH) |

| 1992. augusztus 2. 21:00 | Spanyolország (ESP)  | 11–6 | Görögország (GRE) | Játékvezetők: Juergen Blan (GER), Roy Richard Gunell (CAN) |
| 1992. augusztus 2. 21:00 | (1–3, 2–1, 4–1, 4–1) |      |                   | Játékvezetők: Juergen Blan (GER), Roy Richard Gunell (CAN) |
| 1992. augusztus 2. 21:00 | Estiarte 3           |      | Szamardzídisz 2   | Játékvezetők: Juergen Blan (GER), Roy Richard Gunell (CAN) |

| 1992. augusztus 3. 10:45 | Olaszország (ITA)    | 11–8 | Kuba (CUB)       | Játékvezetők: Juergen Blan (GER), John Whitehouse (AUT) |
| 1992. augusztus 3. 10:45 | (2–3, 2–2, 4–2, 3–1) |      |                  | Játékvezetők: Juergen Blan (GER), John Whitehouse (AUT) |
| 1992. augusztus 3. 10:45 | G. Porzio 3          |      | Olivera, Pérez 2 | Játékvezetők: Juergen Blan (GER), John Whitehouse (AUT) |

| 1992. augusztus 3. 18:30 | Görögország (GRE)    | 4–4 | Hollandia (NED)             | Játékvezetők: Miroslav Radenovic (YUG), Roy Richard Gunell (CAN) |
| 1992. augusztus 3. 18:30 | (0–0, 1–0, 2–2, 1–2) |     |                             | Játékvezetők: Miroslav Radenovic (YUG), Roy Richard Gunell (CAN) |
| 1992. augusztus 3. 18:30 | négy játékos 1       |     | Nieuwenburg, Scherrenburg 2 | Játékvezetők: Miroslav Radenovic (YUG), Roy Richard Gunell (CAN) |

| 1992. augusztus 3. 21:00 | Magyarország (HUN)   | 5–8 | Spanyolország (ESP) | Játékvezetők: Bret Beecher Bernard (USA), Manuel Benitez (PUR) |
| 1992. augusztus 3. 21:00 | (0–2, 1–1, 3–4, 1–1) |     |                     | Játékvezetők: Bret Beecher Bernard (USA), Manuel Benitez (PUR) |
| 1992. augusztus 3. 21:00 | Tóth I. 2            |     | Estiarte 3          | Játékvezetők: Bret Beecher Bernard (USA), Manuel Benitez (PUR) |

| 1992. augusztus 5. 10:45 | Hollandia (NED)      | 9–11 | Kuba (CUB)   | Játékvezetők: Richard Papazian (FRA), Radu Timoc (ROM) |
| 1992. augusztus 5. 10:45 | (5–3, 1–4, 0–2, 3–2) |      |              | Játékvezetők: Richard Papazian (FRA), Radu Timoc (ROM) |
| 1992. augusztus 5. 10:45 | Belkum, Meer 3       |      | öt játékos 2 | Játékvezetők: Richard Papazian (FRA), Radu Timoc (ROM) |

| 1992. augusztus 5. 18:45 | Görögország (GRE)    | 7–12 | Magyarország (HUN) | Játékvezetők: Vladimir Prikhodko (RUS), Eduard Prelovsky (TCH) |
| 1992. augusztus 5. 18:45 | (3–5, 1–2, 1–1, 2–4) |      |                    | Játékvezetők: Vladimir Prikhodko (RUS), Eduard Prelovsky (TCH) |
| 1992. augusztus 5. 18:45 | Janópulosz 3         |      | Benedek 5          | Játékvezetők: Vladimir Prikhodko (RUS), Eduard Prelovsky (TCH) |

| 1992. augusztus 5. 20:00 | Spanyolország (ESP)  | 9–9 | Olaszország (ITA) | Játékvezetők: Juergen Blan (GER), Wim Keman (AHO) |
| 1992. augusztus 5. 20:00 | (3–2, 1–2, 2–2, 3–3) |     |                   | Játékvezetők: Juergen Blan (GER), Wim Keman (AHO) |
| 1992. augusztus 5. 20:00 | Estiarte 4           |     | három játékos 2   | Játékvezetők: Juergen Blan (GER), Wim Keman (AHO) |

| 1992. augusztus 6. 10:45 | Magyarország (HUN)   | 13–13 | Hollandia (NED)        | Játékvezetők: Radu Timoc (ROM), Richard Papazian (FRA) |
| 1992. augusztus 6. 10:45 | (5–3, 3–4, 1–3, 4–3) |       |                        | Játékvezetők: Radu Timoc (ROM), Richard Papazian (FRA) |
| 1992. augusztus 6. 10:45 | Benedek 4            |       | Belkum, Scherrenburg 4 | Játékvezetők: Radu Timoc (ROM), Richard Papazian (FRA) |

| 1992. augusztus 6. 17:30 | Olaszország (ITA)    | 8–6 | Görögország (GRE) | Játékvezetők: Miroslav Radenovic (YUG), Masaoka Masaru (JPN) |
| 1992. augusztus 6. 17:30 | (2–2, 1–1, 3–2, 2–1) |     |                   | Játékvezetők: Miroslav Radenovic (YUG), Masaoka Masaru (JPN) |
| 1992. augusztus 6. 17:30 | Ferretti 4           |     | hat játékos 1     | Játékvezetők: Miroslav Radenovic (YUG), Masaoka Masaru (JPN) |

| 1992. augusztus 6. 20:00 | Spanyolország (ESP)  | 12–10 | Kuba (CUB) | Játékvezetők: Manuel Benitez (PUR), Riza Haluk Toygarli (TUR) |
| 1992. augusztus 6. 20:00 | (2–3, 4–3, 4–2, 2–2) |       |            | Játékvezetők: Manuel Benitez (PUR), Riza Haluk Toygarli (TUR) |
| 1992. augusztus 6. 20:00 | Estiarte 5           |       | Pérez 4    | Játékvezetők: Manuel Benitez (PUR), Riza Haluk Toygarli (TUR) |

## Rájátszás

### A 9–12. helyért
E csoport
A táblázat tartalmazza
- az A csoportban lejátszott Csehszlovákia – Franciaország 6–14-es, valamint
- a B csoportban lejátszott Görögország – Hollandia 4–4-es eredményét is.

| Csapat              | M | Gy | D | V | G+ | G– | Gk  | P |
| ------------------- | - | -- | - | - | -- | -- | --- | - |
| Hollandia (NED)     | 3 | 2  | 1 | 0 | 28 | 20 | +8  | 5 |
| Görögország (GRE)   | 3 | 2  | 1 | 0 | 24 | 18 | +6  | 5 |
| Franciaország (FRA) | 3 | 1  | 0 | 2 | 28 | 31 | –3  | 2 |
| Csehszlovákia (TCH) | 3 | 0  | 0 | 3 | 22 | 33 | –11 | 0 |

| 1992. augusztus 8. 10:45 | Franciaország (FRA)  | 6–10 | Görögország (GRE) | Játékvezetők: Franco Picchetto (ITA), Lionel Kong-Chung Liew (SIN) |
| 1992. augusztus 8. 10:45 | (0–2, 2–4, 2–1, 2–3) |      |                   | Játékvezetők: Franco Picchetto (ITA), Lionel Kong-Chung Liew (SIN) |
| 1992. augusztus 8. 10:45 | Ducher 3             |      | Szeletópulosz 3   | Játékvezetők: Franco Picchetto (ITA), Lionel Kong-Chung Liew (SIN) |

| 1992. augusztus 8. 17:30 | Csehszlovákia (TCH)  | 8–9 | Hollandia (NED) | Játékvezetők: Radu Timoc (ROM), Nikolaj Lalov (BUL) |
| 1992. augusztus 8. 17:30 | (2–0, 3–2, 2–3, 1–4) |     |                 | Játékvezetők: Radu Timoc (ROM), Nikolaj Lalov (BUL) |
| 1992. augusztus 8. 17:30 | Polačik 4            |     | Jansen 3        | Játékvezetők: Radu Timoc (ROM), Nikolaj Lalov (BUL) |

| 1992. augusztus 9. 09:00 | Csehszlovákia (TCH)  | 8–10 | Görögország (GRE) | Játékvezetők: Bret Beecher Bernard (USA), David Bathurst (GBR) |
| 1992. augusztus 9. 09:00 | (2–2, 2–3, 3–2, 1–3) |      |                   | Játékvezetők: Bret Beecher Bernard (USA), David Bathurst (GBR) |
| 1992. augusztus 9. 09:00 | három játékos 2      |      | Mavrotász 5       | Játékvezetők: Bret Beecher Bernard (USA), David Bathurst (GBR) |

| 1992. augusztus 9. 11:30 | Franciaország (FRA)  | 8–15 | Hollandia (NED) | Játékvezetők: Vuszek Antal (HUN), Nikolaj Lalov (BUL) |
| 1992. augusztus 9. 11:30 | (0–8, 1–2, 4–4, 3–1) |      |                 | Játékvezetők: Vuszek Antal (HUN), Nikolaj Lalov (BUL) |
| 1992. augusztus 9. 11:30 | Ducher 3             |      | Belkum 6        | Játékvezetők: Vuszek Antal (HUN), Nikolaj Lalov (BUL) |

### Az 5–8. helyért
D csoport
A táblázat tartalmazza
- az A csoportban lejátszott Németország – Ausztrália 7–7-es, valamint
- a B csoportban lejátszott Kuba – Magyarország 11–12-es eredményét is.

| Csapat             | M | Gy | D | V | G+ | G– | Gk | P |
| ------------------ | - | -- | - | - | -- | -- | -- | - |
| Ausztrália (AUS)   | 3 | 2  | 1 | 0 | 23 | 20 | +3 | 5 |
| Magyarország (HUN) | 3 | 2  | 0 | 1 | 28 | 27 | +1 | 4 |
| Németország (GER)  | 3 | 1  | 1 | 1 | 24 | 21 | +3 | 3 |
| Kuba (CUB)         | 3 | 0  | 0 | 3 | 22 | 29 | –7 | 0 |

| 1992. augusztus 8. 09:30 | Ausztrália (AUS)     | 7–5 | Kuba (CUB) | Játékvezetők: Eduard Prelovsky (TCH), Masaoka Masaru (JPN) |
| 1992. augusztus 8. 09:30 | (2–0, 3–1, 2–2, 0–2) |     |            | Játékvezetők: Eduard Prelovsky (TCH), Masaoka Masaru (JPN) |
| 1992. augusztus 8. 09:30 | Marsden 3            |     | Pérez 2    | Játékvezetők: Eduard Prelovsky (TCH), Masaoka Masaru (JPN) |

| 1992. augusztus 8. 12:00 | Németország (GER)    | 7–8 | Magyarország (HUN) | Játékvezetők: Miroslav Radenovic (YUG), Richard Gunell (CAN) |
| 1992. augusztus 8. 12:00 | (3–2, 0–1, 2–3, 2–2) |     |                    | Játékvezetők: Miroslav Radenovic (YUG), Richard Gunell (CAN) |
| 1992. augusztus 8. 12:00 | Stamm 4              |     | Petőváry 3         | Játékvezetők: Miroslav Radenovic (YUG), Richard Gunell (CAN) |

| 1992. augusztus 9. 10:15 | Németország (GER)    | 10–6 | Kuba (CUB) | Játékvezetők: Eduard Prelovsky (TCH), Wim Keman (AHO) |
| 1992. augusztus 9. 10:15 | (2–2, 4–1, 1–1, 3–2) |      |            | Játékvezetők: Eduard Prelovsky (TCH), Wim Keman (AHO) |
| 1992. augusztus 9. 10:15 | Stamm 3              |      | Barreras 2 | Játékvezetők: Eduard Prelovsky (TCH), Wim Keman (AHO) |

| 1992. augusztus 9. 14:00 | Ausztrália (AUS)     | 9–8 | Magyarország (HUN) | Játékvezetők: Manuel Benitez (PUR), Miroslav Radenovic (YUG) |
| 1992. augusztus 9. 14:00 | (2–2, 3–4, 3–2, 1–0) |     |                    | Játékvezetők: Manuel Benitez (PUR), Miroslav Radenovic (YUG) |
| 1992. augusztus 9. 14:00 | Clark 4              |     | Benedek 4          | Játékvezetők: Manuel Benitez (PUR), Miroslav Radenovic (YUG) |

### Elődöntők
| 1992. augusztus 8. 18:45 | Egyesített Csapat (EUN) | 8–9 | Olaszország (ITA) | Játékvezetők: Alfred van Dorp (NED), John Whitehouse (AUT) |
| 1992. augusztus 8. 18:45 | (3–2, 2–3, 2–2, 1–2)    |     |                   | Játékvezetők: Alfred van Dorp (NED), John Whitehouse (AUT) |
| 1992. augusztus 8. 18:45 | Markocs 3               |     | Campagna 3        | Játékvezetők: Alfred van Dorp (NED), John Whitehouse (AUT) |

| 1992. augusztus 8. 20:00 | Egyesült Államok (USA) | 4–6 | Spanyolország (ESP) | Játékvezetők: Juergen Blan (GER), Eugenio Martinez (CUB) |
| 1992. augusztus 8. 20:00 | (1–1, 1–3, 1–0, 1–2)   |     |                     | Játékvezetők: Juergen Blan (GER), Eugenio Martinez (CUB) |
| 1992. augusztus 8. 20:00 | négy játékos 1         |     | García 3            | Játékvezetők: Juergen Blan (GER), Eugenio Martinez (CUB) |

### Bronzmérkőzés
| 1992. augusztus 9. 15:15 | Egyesült Államok (USA) | 4–8 | Egyesített Csapat (EUN) | Játékvezetők: Eugenio Asencio (ESP), John Dwyer Whitehouse (AUS) |
| 1992. augusztus 9. 15:15 | (2–1, 0–2, 1–4, 1–1)   |     |                         | Játékvezetők: Eugenio Asencio (ESP), John Dwyer Whitehouse (AUS) |
| 1992. augusztus 9. 15:15 | Kimbell 2              |     | Apanaszenko 3           | Játékvezetők: Eugenio Asencio (ESP), John Dwyer Whitehouse (AUS) |

### Döntő
| 1992. augusztus 9. 16:45 | Spanyolország (ESP)                 | 8–9 (h. u.) | Olaszország (ITA) | Játékvezetők: Alfred van Dorp (NED), Eugenio Martinez (CUB) |
| 1992. augusztus 9. 16:45 | (0–1, 2–3, 3–2, 2–1, 0–0, 1–1, 0–1) |             |                   | Játékvezetők: Alfred van Dorp (NED), Eugenio Martinez (CUB) |
| 1992. augusztus 9. 16:45 | Estiarte, García 3                  |             | Ferretti 4        | Játékvezetők: Alfred van Dorp (NED), Eugenio Martinez (CUB) |

| Az 1992. évi nyári olimpiai játékok férfi vízilabdatornájának olimpiai bajnoka |
| · OLASZORSZÁG · 3. cím                                                         |
| ------------------------------------------------------------------------------ |

## Végeredmény
| Helyezés | Csapat                  | M | Gy | D | V | G+ | G– | Gk  | P  |
| -------- | ----------------------- | - | -- | - | - | -- | -- | --- | -- |
| Arany    | Olaszország (ITA)       | 7 | 5  | 2 | 0 | 59 | 50 | +9  | 12 |
| Ezüst    | Spanyolország (ESP)     | 7 | 5  | 1 | 1 | 66 | 49 | +17 | 11 |
| Bronz    | Egyesített Csapat (EUN) | 7 | 6  | 0 | 1 | 66 | 45 | +21 | 12 |
| 4.       | Egyesült Államok (USA)  | 7 | 4  | 0 | 3 | 48 | 38 | +10 | 8  |
|          |                         |   |    |   |   |    |    |     |    |
| 5.       | Ausztrália (AUS)        | 7 | 4  | 1 | 2 | 60 | 54 | +6  | 9  |
| 6.       | Magyarország (HUN)      | 7 | 3  | 2 | 2 | 65 | 62 | +3  | 8  |
| 7.       | Németország (GER)       | 7 | 2  | 2 | 3 | 55 | 55 | +0  | 6  |
| 8.       | Kuba (CUB)              | 7 | 2  | 0 | 5 | 61 | 70 | –9  | 4  |
|          |                         |   |    |   |   |    |    |     |    |
| 9.       | Hollandia (NED)         | 7 | 2  | 2 | 3 | 60 | 62 | –2  | 6  |
| 10.      | Görögország (GRE)       | 7 | 2  | 1 | 4 | 52 | 59 | –7  | 5  |
| 11.      | Franciaország (FRA)     | 7 | 1  | 1 | 5 | 52 | 67 | –15 | 3  |
| 12.      | Csehszlovákia (TCH)     | 7 | 0  | 0 | 7 | 49 | 82 | –33 | 0  |

## Fordítás
- Ez a szócikk részben vagy egészben  a   Waterpolo op de Olympische Zomerspelen 1992 című holland Wikipédia-szócikk fordításán alapul.  Az eredeti cikk szerkesztőit annak laptörténete sorolja fel. Ez a jelzés csupán a megfogalmazás eredetét és a szerzői jogokat jelzi, nem szolgál a cikkben szereplő információk forrásmegjelöléseként.